# Шутер от первого лица (Секретные материалы)
«Шутер от первого лица» (англ. «First Person Shooter») — 13-й эпизод 7-го сезона сериала «Секретные материалы». Премьера состоялась 27 февраля 2000 года на телеканале FOX. Эпизод принадлежит к типу «монстр недели» и не связан с основной «мифологией сериала», заданной в первой серии.
Режиссёр — Крис Картер, авторы сценария — Уильям Гибсон и Том Мэддокс, приглашённые актёры — Криста Аллен, Джейми Марш, Констанс Зиммер, Том Брэйдвуд, Дин Хэглунд, Брюс Харвуд, Билли Рэй Гэллион и Майкл Рэй Бауэр.
В США серия получила рейтинг домохозяйств Нильсена, равный 9,3, который означает, что в день выхода серию посмотрели 15,31 миллиона человек.
Главные герои серии — Фокс Малдер (Дэвид Духовны) и Дана Скалли (Джиллиан Андерсон), агенты ФБР, расследующие сложно поддающиеся научному объяснению преступления, называемые Секретными материалами.

## Сюжет
Одинокие стрелки вызывают Малдера и Скалли в офис видеоигровой компании из-за того, что игру в виртуальной реальности, которую они помогали разрабатывать, захватывает странный женский персонаж, чья сила распространяется и на реальный мир.